# Siegfried Walch

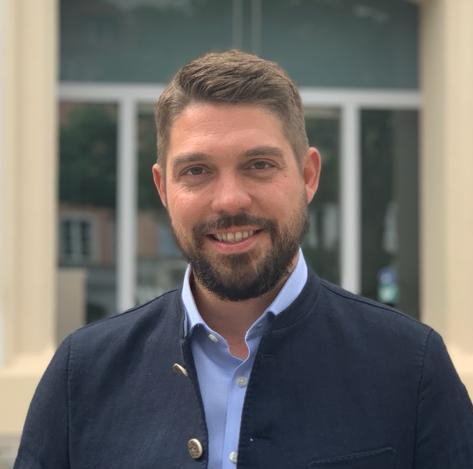
Siegfried Walch, 2021

Siegfried Sebastian Walch (* 8. April 1984 in Bad Reichenhall) ist ein deutscher Politiker der CSU. Er war von 2014 bis 2025 Landrat des Landkreises Traunstein. Seit 2025 ist er Mitglied des Deutschen Bundestages.

## Leben
Siegfried (Sebastian) Walch wurde am 8. April 1984 in Bad Reichenhall als Sohn von Siegfried Walch und Anna Walch geboren. Die Grundschule besuchte er in Inzell. Ab 1994 wechselte er auf das Chiemgau-Gymnasium in Traunstein, später auf die Staatliche Reiffenstuel-Realschule Traunstein, wo er 2002 seine Mittlere Reife ablegte.

### Beruf und Ausbildung
Walch absolvierte eine Ausbildung zum Großhandelskaufmann in Salzburg. An der Fahrzeugakademie Schweinfurt bildete er sich 2006 zum Betriebswirt (HWK) mit Schwerpunkt Fahrzeugwesen fort. Anschließend gründete er gemeinsam mit Christian Obermaier die Autohaus Walch GmbH, für die er bis 13. Juni 2012 als Geschäftsführer tätig war.

### Partei
Walch war von 1999 bis 2019 Mitglied der Jungen Union und engagierte sich für eine Gründung des Ortsverbandes Inzell, zu deren Vorsitzendem er bei Gründung gewählt wurde. 2007 bis 2012 war er Vorsitzender des Kreisverbandes der Jungen Union Traunstein. Im Jahr 2011 wurde er zum stellvertretenden Landesvorsitzenden der Jungen Union Bayern gewählt und im Oktober 2013 in diesem Amt bestätigt. Er war hier im Besonderen für die Fachbereiche Europa, Finanzen und Haushalt, Wirtschaft und Mittelstand verantwortlich.
Seit 2004 ist Walch Mitglied der CSU. 2009 wurde er zum Stellvertretenden Vorsitzenden des Kreisverbandes Traunstein gewählt, seit 2013 ist er Kreisvorsitzender. Auf dem CSU-Parteitag 2013 in München wurde Walch erstmals in den Parteivorstand der CSU gewählt, dem er seitdem ununterbrochen angehört.

### Politische Ämter
Von 2008 bis 2013 war Siegfried Walch Gemeinderat der Gemeinde Inzell. Von 2008 bis 2009 war er Fraktionssprecher der CSU, von 2009 bis 2013 Dritter Bürgermeister. Walch wurde 2008 in den Kreistag des Landkreises Traunstein gewählt und gehörte dort dem Kreisausschuss, dem Haushaltsausschuss und dem Jugendhilfeausschuss an. Am 14. September 2012 wurde Walch im ersten Wahlgang gegen drei parteiinterne Mitbewerber zum Landratskandidaten der CSU im Landkreis Traunstein gewählt und somit für die Nachfolge von Hermann Steinmaßl (CSU) bestimmt. Am 30. März 2014 gewann er in der Stichwahl zum Landrat gegen Sepp Konhäuser (SPD) mit 50,99 zu 49,01 % der Stimmen. Am 16. März 2020 wurde er im ersten Wahlgang mit 63,0 % im Amt bestätigt.
Im Herbst 2024 kündigte Walch an, bei der Bundestagswahl 2025 kandidieren zu wollen.
Bei der Bundestagswahl 2025 trat er für den Bundestagswahlkreis Traunstein an. Er gewann das Direktmandat für den Wahlkreis 224 mit 46,9 % der Erststimmen. Im Deutschen Bundestag ist er Mitglied im Innenausschuss. Außerdem ist er stellvertretendes Mitglied im Auswärtigen Ausschuss, im Ausschuss für Arbeit und Soziales sowie im Ausschuss für Gesundheit.

### Sonstiges
2009 nahm Walch in der ersten Ausgabe der ZDF-Sendung Ich kann Kanzler! teil. Hinter dem Sieger Jacob Schrot aus Brandenburg und Philip Kalisch aus Berlin sowie Nuray Karaca aus Hessen belegte Walch den vierten Platz.
2010 trug er maßgeblich dazu bei, dass das Bayern-3-Dorffest in Inzell ausgetragen wurde.
Walch ist seit dem 14. Lebensjahr Mitglied der Freiwilligen Feuerwehr Inzell. Er ist zudem Mitglied u. a. bei der Gebirgsschützenkompanie Inzell, der Deutschen Lebensbrücke e. V., dem GTEV D’Falkastoana e. V. (Gebirgstrachtenerhaltungsverein) und weiteren Vereinen. Zudem war er einer der Gründungsinitiatoren sowie Vorsitzender des Fördervereins Vision Ice e. V., der sich für die Jugendförderung im Bereich Eisschnelllauf und Shorttrack engagiert.
Vom 1. Juli 2017 bis 30. Juni 2018 war Walch Verbandsvorsitzender des Zweckverbands Bayerische Landschulheime.